# De Broglie-hipotézis
1924-ben Louis-Victor de Broglie megfogalmazta, hogy minden anyagnak van hullámtermészete, több esetben  megfigyelhető az anyaghullám.
De Broglie összefüggésbe hozta a λ hullámhosszat a p impulzussal:
{\displaystyle \lambda ={\frac {h}{p}}}
Ez Einstein a fotonra vonatkozó egyenletének általánosítása, mivel a foton impulzusa p = E / c, ahol c a vákuumbeli fénysebesség és λ = c / f.

## Története
Az elektromágneses sugárzásnál számos esetben jelentkezett a kísérletek értelmezésénél a hullám-részecske kettősség. Louis de Broglie 1924-ben vetette fel azt, hogy a közönséges anyagi részecskéknek is ilyen kettős természetet kellene tulajdonítani. De Broglie szerint a nyugalmi tömeggel rendelkező, p lendületű részecskékhez rendelhető hullám hullámhossza legyen: {\displaystyle \lambda ={\frac {h}{p}}},  ahol h=6,626 x 10−34 Js az úgynevezett Planck-állandó. Ha egy elektront U potenciálkülönbségen felgyorsítunk, akkor v sebességre tesz szert: {\displaystyle eU={\frac {1}{2}}mv^{2}}, így {\displaystyle v={\sqrt {\frac {2eU}{m}}}}. Ennek megfelelően a lendülete: {\displaystyle p=m\cdot {v}=m\cdot {\sqrt {\frac {2eU}{m}}}={\sqrt {2eUm}}}, de Broglie-hullámhossza pedig: {\displaystyle \lambda ={\frac {h}{p}}={\frac {h}{\sqrt {2eUm}}}}.

## Forrás
- Miskolci Egyetem. [2020. január 27-i dátummal az eredetiből archiválva].
- Netfizika.hu: A de Broglie-hipotézis, anyaghullámok, 2024

## Kapcsolódó szócikk
- Davisson–Germer-kísérlet